# Near
大衛·科克·堅達（英語：David Kirk Ginder，1983年2月22日-2021年6月27日），以筆名Near和Byuu聞名，游戏机模拟器開發者。其開發的higan為首個與超级任天堂函式庫完美相容的模擬器。Near也致力於電子遊戲愛好者翻譯和SNES电子游戏保存工作。

## 小傳
Near起初以於程式員身份涉足模擬器開發。14歲時，他翻譯了日文電子遊戲的ROM镜像。一年後，開發了能在遊戲中顯示調整後文字的工具、隨即又開發名為「xkas」的補丁組譯器，以簡化翻譯ROM的程序。在翻譯超級任天堂遊戲《梦幻模拟战II》的過程中，Near碰上了一些只會在原始硬體出現、但不會在2004年的超級任天堂遊戲模擬器出現的bug。為了精準模擬這些bug，他開發了bsnes，並在後來改名為higan。
Near除了參與《地球冒險3》的非官方翻譯外、還參與超級任天堂遊戲的忠實拷貝（faithful copy）保存工作，還改進了Snes9x。除此之外，他還開發了「MSU-1」映像程式，使超級任天堂的ROM大小最高可達4GB、並能播放CD品質的音訊。2019年，Near表示出於「一系列不斷升級的隱私侵犯、還有針對性的網路騷擾」導致其心理健康受到影響，決定退出模擬器開發。2021年2月，Near發表了《神龍奇兵》遊戲的新翻譯。這是他自1998年以來多次嘗試的專案、也是其過去筆名byuu的由來。

## 死亡
2021年6月27日，Near發推稱自己是非二元性别者。他表示自己一生飽受欺凌，但之後Kiwi Farms用戶開始長期騷擾他。在發推時，欺凌漸漸以該網站用戶為中心，「令騷擾不斷加劇」。Near表示該網站成員持續人肉搜索自己、還有他的朋友們。這些用戶也會慫恿他們自殺、並嘲笑他是自闭症患者。Near在發推後的當地時間下午一點左右上吊自杀。屍檢表示Near死亡時體內有体内抗憂鬱藥和感冒藥。在當地警察與美國大使館多次提出健康检查請求後，東京警方在隔天進入Near的公寓後發現其屍體。6月28日，赫克托·馬丁發表了Google文件的連結，稱作者為他自己和Near的朋友。文件中表示Near已自殺身亡、並指責Kiwi Farms的騷擾與謀殺無異。馬丁之後表示與警方交谈後，证实Near已于前日死亡。7月23日，《今日美國》和Near的前雇主確認其死訊。